# محمود ذاكري
محمود أحمد رستم ذاكري لاعب كرة قدم قطري يلعب في نادي الخريطيات.
مثل نادي الشمال في الفئات السنية و لعب بعدها مع نادي الريان ونادي البدع ونادي الخريطيات.